# Сен-Нікола
Сен-Нікола (фр. Saint-Nicolas) — муніципалітет в Італії, у регіоні Валле-д'Аоста.
Сен-Нікола розташований на відстані близько 610 км на північний захід від Рима, 13 км на захід від Аости.
Населення — 314 осіб (2014).
Щорічний фестиваль відбувається 9 травня. Покровитель — Святий Миколай.

## Демографія
Населення за роками:

Станом на 1 січня 2023 року в муніципалітеті офіційно проживало 20 іноземців з 8 країн, серед них 7 громадян країн Євросоюзу.

## Сусідні муніципалітети
- Арв'є
- Авіз
- Сен-П'єр
- Вільнев